# Кожушна
Кожушна (рум. Cojușna) — село у Страшенському районі Молдови. Утворює окрему комуну.

## Населення
За даними перепису населення 2004 року у селі проживали 7006 осіб.
Національний склад населення села:
| Національність       | Кількість осіб | Відсоток   |
| -------------------- | -------------- | ---------- |
| молдавани румуни     | 6625 150       | 94,6% 2,1% |
| росіяни              | 103            | 1,5%       |
| українці             | 85             | 1,2%       |
| болгари              | 14             | 0,2%       |
| євреї                | 8              | 0,1%       |
| гагаузи              | 4              | 0,1%       |
| поляки               | 2              | < 0,1%     |
| цигани               | 2              | < 0,1%     |
| інша / без відповіді | 13             | 0,2%       |
| Всього               | 7006           | 100%       |